# 鼻塞
鼻塞（nasal congestion）是指鼻道因鼻內血管腫脹、鼻中膈歪曲，或鼻甲、鼻息肉肥厚而造成空氣流通不順的情況。它是上呼吸道感染常見的症狀。

## 簡介
鼻塞成因有很多，影响因人而异。對成年人或普通兒童来說，鼻塞不会造成危險；但出生數個月的新生兒只能透過鼻子呼吸，若产生鼻塞症状，可能会有生命危险。
鼻塞有時會影響耳部，影响聽覺或說話能力。嚴重的鼻塞會干擾睡眠，因鼻塞會導致鼻鼾，它也跟睡眠窒息症有關。對兒童來說，因腺腫脹而造成的鼻塞會減低氧氣供應，導致慢性睡眠窒息，甚至是右邊心臟失效。這种情況只能通过手術解決。
洗鼻可以洗去許多過敏原及髒汙，對改善鼻塞和鼻子過敏有幫助。
有研究认为，鼻塞的原因是因為人類的頭顱正面愈縮愈小。